# Christina Hering

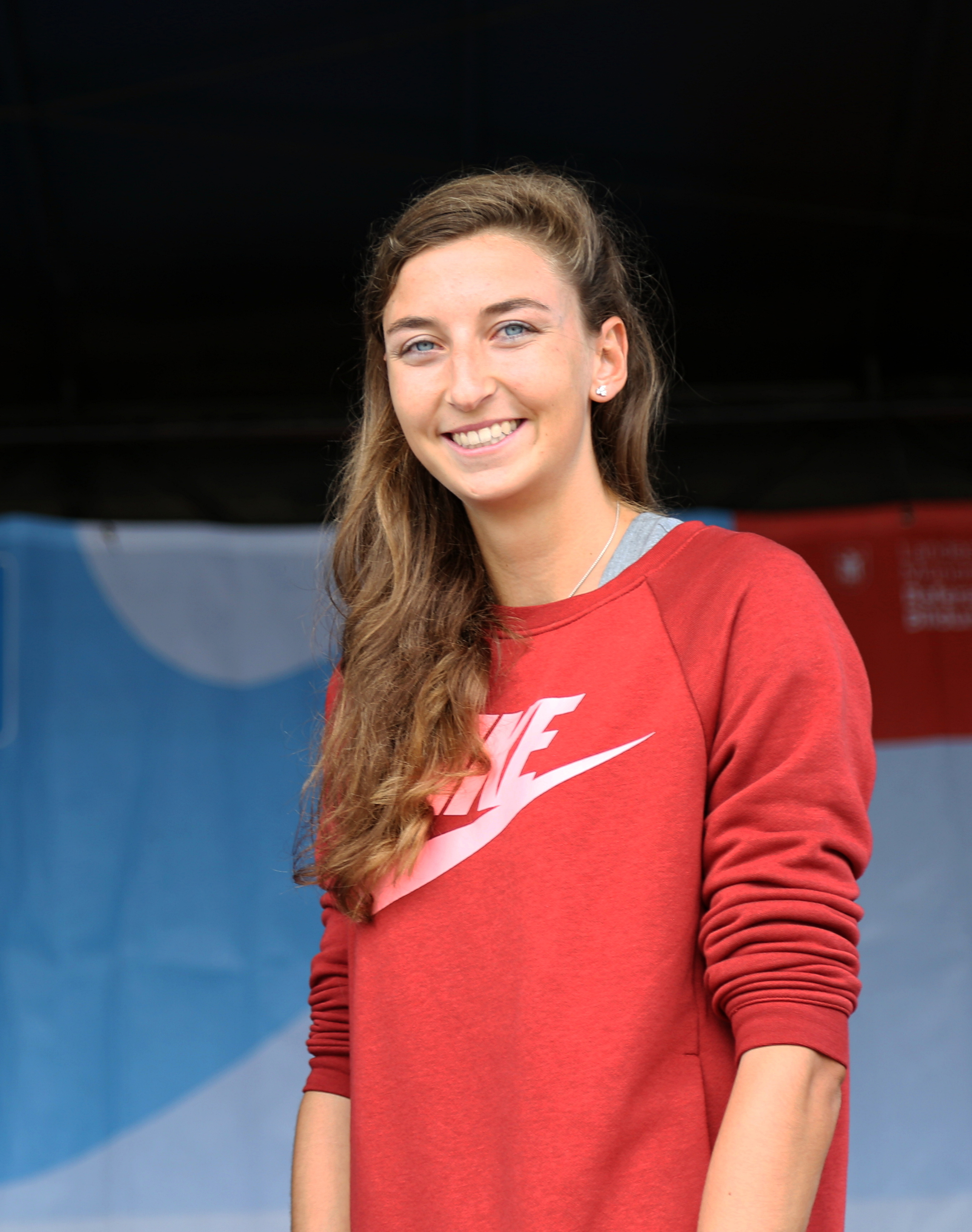
Christina Hering, 2017

Christina Hering (* 9. Oktober 1994 in München) ist eine ehemalige deutsche Leichtathletin, die sich auf den 400- und 800-Meter-Lauf spezialisiert hatte.

## Leben
Die Tochter des ehemaligen Basketball-Bundesliga-Spielers Thomas Hering studierte an der Technischen Universität München Sportwissenschaften und schrieb ihre Bachelorarbeit bei Otto Huber über „Kaltwassertherapie als Regenerationsmöglichkeit nach sportlicher Belastung“. Den Bachelor machte sie 2017, 2020 folgte der Master in Management.
Seit 2023 lebt Hering in Berlin.

## Sportliche Karriere
Ihr Debüt für die A-Nationalmannschaft bestritt sie beim Länderkampf DecaNation am 31. August 2013 in Valence (Frankreich) und erzielte als jüngste Teilnehmerin und U20-Athletin im 800-Meter-Lauf gegen internationale Topathleten den vierten Platz. Bei den Deutschen Meisterschaften 2012 am 16. und 17. Juni 2012 im Wattenscheider Lohrheidestadion erzielte sie den dritten Platz mit der 4-mal-400-Meter-Staffel.
Bereits im Jugendbereich erzielte Hering Erfolge auf internationaler Ebene. Mit der deutschen 4-mal-400-Meter-Staffel und im 800-Meter-Lauf gewann sie die Bronzemedaille bei den Leichtathletik-Junioreneuropameisterschaften 2013 in Rieti (Italien). Im Juli 2013 gewann sie die deutschen Meistertitel der U20 und U23 im 400-Meter-Lauf in persönlicher Bestzeit von 53,60 s.
2014 steigerte sie sich in ihrer ersten Saison in der Aktivenklasse bei den deutschen Meisterschaften in Ulm auf 2:01,45 min und gewann Gold über 800 Meter. Bei den Deutschen Meisterschaften 2015 verbesserte sie als Zweitplatzierte ihre persönliche Bestleistung im 800-Meter-Lauf auf 1:59,54 min.
2016 stellte Hering im Rahmen der deutschen Jugendmeisterschaften in Mönchengladbach mit Mareen Kalis und Christine Gess mit der 3-mal-800-Meter-Staffel der LG Stadtwerke München einen neuen deutschen U23-Rekord auf. Bei den Olympischen Spielen in Rio de Janeiro lief sie die 800 Meter in 2:01,04 min und verpasste damit den Einzug ins Halbfinale.
2017 wurde sie in Leipzig mit 2:06,52 min Deutsche Hallenmeisterin über 800 Meter und hatte damit die Norm für die Halleneuropameisterschaften in Belgrad nicht erreicht. Schon beim PSD Meeting in Düsseldorf am 1. Februar 2017 hatte Hering mit 2:03,48 min die Qualifikationszeit um 48 Hundertstelsekunden verpasst. Im nordfranzösischen Lille wurde sie Team-Europameisterin, beim 800-Meter-Lauf belegte sie den fünften und als Mitglied der 4-mal-400-Meter-Staffel den 3. Platz. Mitte Juli nominierte sie der Allgemeine Deutsche Hochschulsportverband (adh) für die Sommer-Universiade in Taipeh und Ende Juli der DLV für die Weltmeisterschaften in London. In London schied sie über 800 Meter im Halbfinale aus, in Taipeh holte sich Hering über diese Distanz den 7. Platz.
2018 holte sich Hering bei den deutschen Hallenmeisterschaften zum vierten Mal hintereinander den Meistertitel über 800 Meter und bei den deutschen Freiluftmeisterschaften zum fünften Mal in Folge.
2019 gewann sie bei der Sommer-Universiade in Neapel in 2:01,87 min die Silbermedaille hinter der Australierin Catriona Bisset.
2020 wurde Hering in Leipzig bei den deutschen Hallenmeisterschaften zum fünften Mal Deutsche Meisterin über 800 Meter.
2022 erreichte Hering bei den Europameisterschaften in München ihr erstes EM-Finale. Dort belegte sie mit 2:00,82 min den 7. Platz.

## Vereinszugehörigkeiten
Hering startete für die LG Stadtwerke München und wurde dort von Trainer Daniel Stoll betreut. Seit 2023 trainierte sie beim Sprint-Leichtathletiktrainer Sven Buggel am Olympiastützpunkt Berlin.

## Erfolge
national
- 1. Platz Deutsche Leichtathletik-Meisterschaften 2021 (800 m)
- 1. Platz Deutsche Leichtathletik-Meisterschaften 2020 (800 m)
- 1. Platz Deutsche Leichtathletik-Hallenmeisterschaften 2020 (800 m)
- 1. Platz Deutsche Leichtathletik-Meisterschaften 2019 (800 m)
- 1. Platz Deutsche Leichtathletik-Meisterschaften 2019 (3 × 800 m)
- 2. Platz Deutsche Leichtathletik-Hallenmeisterschaften 2019 (800 m)
- 1. Platz Deutsche Leichtathletik-Meisterschaften 2018 (800 m)
- 1. Platz Deutsche Leichtathletik-Hallenmeisterschaften 2018 (800 m)
- 1. Platz Deutsche Leichtathletik-Meisterschaften 2017 (800 m)
- 1. Platz Deutsche Leichtathletik-Hallenmeisterschaften 2017 (800 m)
- 1. Platz Deutsche Leichtathletik-Meisterschaften 2016 (3 × 800 m)
- 1. Platz Deutsche Leichtathletik-Meisterschaften 2016 (800 m)
- 1. Platz Deutsche Leichtathletik-Hallenmeisterschaften 2016 (800 m)
- 1. Platz Deutsche Leichtathletik-Meisterschaften 2015 (3 × 800 m)
- 3. Platz Deutsche Leichtathletik-Meisterschaften 2015 (4 × 400 m)
- 2. Platz Deutsche Leichtathletik-Meisterschaften 2015 (800 m)
- 1. Platz Deutsche Leichtathletik-Hallenmeisterschaften 2015 (800 m)
- 1. Platz Deutsche Leichtathletik-Meisterschaften 2014 (800 m)
- 2. Platz Deutsche Leichtathletik-Hallenmeisterschaften 2014 (800 m)
- Deutsche U23-Meisterin 2013 und 2015, U23-Vizemeisterin 2016 (400 m)
- Deutsche U20-Meisterin 2013 (400 m)
- 3. Platz Deutsche Leichtathletik-Meisterschaften 2012 (4 × 400 m)

international
- 7. Platz Europameisterschaften 2022 (800 m)
- 2. Platz Sommer-Universiade 2019 (800 m)
- 7. Platz Sommer-Universiade 2017 (800 m)
- Halbfinale Weltmeisterschaften 2017 (800 m)
- Team-Europameisterin 2017, gleichzeitig 3. Platz (4 × 400 m) und 5. Platz (800 m)
- Teilnahme Olympische Spiele 2016 (800 m)
- Halbfinale Europameisterschaften 2016 (800 m)
- Teilnahme Hallenweltmeisterschaften 2016 (800 m)
- Halbfinale Weltmeisterschaften 2015 (800 m)
- 3. Platz U23-Europameisterschaften 2015 (800 m)
- 3. Platz Junioreneuropameisterschaften 2013 (800 m)
- 3. Platz Junioreneuropameisterschaften 2013 (4 × 400 m)

## Persönliche Bestleistungen
Stand 13. September 2020
Halle
- 200 m: 24,94 s, München, 19. Januar 2014
- 400 m: 54,14 s, Karlsruhe, 6. Februar 2016
- 800 m: 2:00,93 min, Glasgow, 20. Februar 2016 (bayerischer Hallenrekord)

Freiluft
- 100 m: 12,64 s (+0,5 m/s), München, 12. Mai 2015
- 200 m: 25,10 s (−0,5 m/s), München, 12. Mai 2015
- 400 m: 52,91 s, Wetzlar, 14. Juni 2015
- 800 m: 1:59,41 min, Pfungstadt, 21. August 2019
- 1500 m: 4:08,30 min, Berlin, 13. September 2020
- 3 × 800 m: 6:17,07 min, Mönchengladbach, 31. Juli 2016 (deutscher U23-Rekord)